# San Antonio de Putina (província)
San Antonio de Putina é uma província do Peru localizada na região de Puno. Sua capital é a cidade de Putina.

## Distritos da província
- Ananea
- Pedro Vilca Apaza
- Putina
- Quilcapuncu
- Sina